# لحمان الشرق (الطفة)

تعديل مصدري - تعديل

لحمان الشرق هي إحدى قرى عزلة آل عبد الله وآل هشام بمديرية الطفة التابعة لمحافظة البيضاء، بلغ تعداد سكانها 232 نسمة حسب تعداد اليمن لعام 2004.